# Haltere la Jocurile Olimpice de vară din 2008

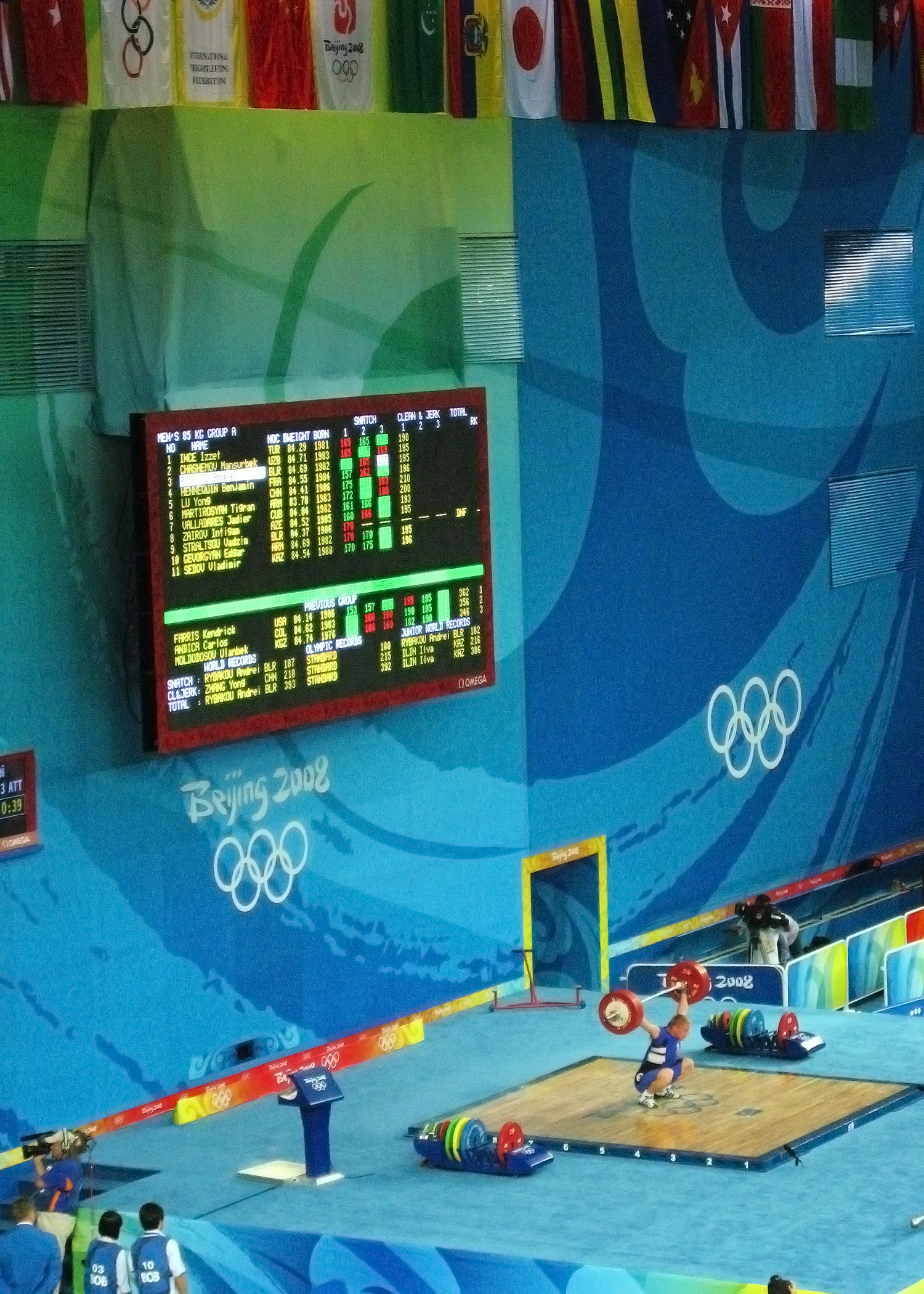
Sala Universității

Probele sportive de haltere la Jocurile Olimpice de vară din 2008 au avut loc în perioada 9 - 19 august 2008 în Sala Universității de Aeronautică și Astronautică din Beijing.

## Rezultate

### Masculin
| Event           | Aur                                | Argint                             | Bronz                              |
| 56 kg Detalii   | Long Qingquan · China (CHN)        | Hoàng Anh Tuấn · Vietnam (VIE)     | Eko Yuli Irawan · Indonezia (INA)  |
| 62 kg Detalii   | Zhang Xiangxiang · China (CHN)     | Diego Salazar · Columbia (COL)     | Triyatno · Indonezia (INA)         |
| 69 kg Detalii   | Liao Hui · China (CHN)             | Vencelas Dabaya · Franța (FRA)     | Yordanis Borrero · Cuba (CUB)      |
| 77 kg Detalii   | Sa Jae-hyouk · Coreea de Sud (KOR) | Li Hongli · China (CHN)            | Gevorg Davtyan · Armenia (ARM)     |
| 85 kg Detalii   | Lu Yong · China (CHN)              | Tigran Martirosyan · Armenia (ARM) | Jadier Valladares · Cuba (CUB)     |
| 94 kg Detalii   | Szymon Kołecki · Polonia (POL)     | Arsen Kasabiev · Georgia (GEO)     | Yoandry Hernández · Cuba (CUB)     |
| 105 kg Detalii  | Andrei Aramnau · Belarus (BLR)     | Dmitri Klokov · Rusia (RUS)        | Marcin Dołęga · Polonia (POL)      |
| +105 kg Detalii | Matthias Steiner · Germania (GER)  | Evgheni Cighișev · Rusia (RUS)     | Viktors Ščerbatihs · Letonia (LAT) |

### Feminin
| Event          | Aur                                                | Argint                              | Bronz                                 |
| 48 kg Detalii  | Chen Wei-ling · Taipeiul Chinez (TPE)              | Im Jyoung-hwa · Coreea de Sud (KOR) | Pensiri Laosirikul · Thailanda (THA)  |
| 53 kg Detalii  | Prapawadee Jaroenrattanatarakoon · Thailanda (THA) | Yoon Jin-hee · Coreea de Sud (KOR)  | Raema Lisa Rumbewas · Indonezia (INA) |
| 58 kg Detalii  | Chen Yanqing · China (CHN)                         | O Jong-ae · Coreea de Nord (PRK)    | Wandee Kameaim · Thailanda (THA)      |
| 63 kg Detalii  | Pak Hyon-suk · Coreea de Nord (PRK)                | Lu Ying-chi · Taipeiul Chinez (TPE) | Christine Girard · Canada (CAN)       |
| 69 kg Detalii  | Oxana Slivenko · Rusia (RUS)                       | Leydi Solís · Columbia (COL)        | Abeer Abdelrahman · Egipt (EGY)       |
| 75 kg Detalii  | Alla Vazhenina · Kazahstan (KAZ)                   | Lydia Valentín · Spania (ESP)       | Damaris Aguirre · Mexic (MEX)         |
| +75 kg Detalii | Jang Mi-ran · Coreea de Sud (KOR)                  | Ele Opeloge · Samoa (SAM)           | Mariam Usman · Nigeria (NGR)          |

## Clasament pe medalii
| Loc   | Țară            | Aur | Argint | Bronz | Total |
| ----- | --------------- | --- | ------ | ----- | ----- |
| 1     | China           | 5   | 1      | –     | 6     |
| 2     | Coreea de Sud   | 2   | 2      | –     | 4     |
| 3     | Rusia           | 1   | 2      | –     | 3     |
| 4     | Taipeiul Chinez | 1   | 1      | –     | 2     |
| 4     | Coreea de Nord  | 1   | 1      | –     | 2     |
| 6     | Thailanda       | 1   | –      | 2     | 3     |
| 7     | Polonia         | 1   | –      | 1     | 2     |
| 8     | Germania        | 1   | –      | –     | 1     |
| 8     | Kazahstan       | 1   | –      | –     | 1     |
| 8     | Belarus         | 1   | –      | –     | 1     |
| 11    | Columbia        | –   | 2      | –     | 2     |
| 12    | Armenia         | –   | 1      | 1     | 2     |
| 13    | Franța          | –   | 1      | –     | 1     |
| 13    | Georgia         | –   | 1      | –     | 1     |
| 13    | Samoa           | –   | 1      | –     | 1     |
| 13    | Spania          | –   | 1      | –     | 1     |
| 13    | Vietnam         | –   | 1      | –     | 1     |
| 18    | Indonezia       | –   | –      | 3     | 3     |
| 18    | Cuba            | –   | –      | 3     | 3     |
| 20    | Egipt           | –   | –      | 1     | 1     |
| 20    | Canada          | –   | –      | 1     | 1     |
| 20    | Letonia         | –   | –      | 1     | 1     |
| 20    | Mexic           | –   | –      | 1     | 1     |
| 20    | Nigeria         | –   | –      | 1     | 1     |
| Total | Total           | 15  | 15     | 15    | 45    |